# Quiriquina
Quiriquina è un'isola del Cile, nella regione del Bío Bío, che fa parte del comune di Talcahuano. L'isola, che si trova nella baia di Concepción, ha una superficie di 4,86 km² e un'altezza massima di 120 m. Sulla sua punta settentrionale c'è un faro. L'isola è dotata di un aeroporto.

## Storia
L'isola fu scoperta nel 1557 da García Hurtado de Mendoza. Fu visitata da Charles Darwin nel 1835, durante il suo viaggio intorno al mondo a bordo del HMS Beagle.
Dopo il colpo di Stato in Cile del 1973, tra l'11 settembre dello stesso anno e il mese di aprile del 1975, fu utilizzata per la detenzione di quasi un migliaio di prigionieri politici, sotto il comando dell'Armada de Chile.